# Enfermedad de Laband
La enfermedad de Laband o síndrome de Zimmermann-Laband (Síndrome de Laband), es una enfermedad rara que se caracterizada por fibromatosis, hipertrofia gingival, anormalidades en los dedos y uñas (incluso con ausencia de uñas), nariz y pabellones auriculares y esplenomegalia (agrandamiento de bazo).